# ثفل القصب
ثُفْل القصب أو تفل القصب أو ثُفْل قصب السكر أو ثُفْل المُصَّان (بالفرنسية: Bagasse)‏ (نقحرة: باغاس) هو التسمية التي تطلق على مخلفات قصب السكر بعد استخلاص السكر منها، يطلق اسم Bagasse أيضًا على مخلفات الذرة البيضاء بعد استخلاص العصارة منها. تستعمل هذه المخلفات الليفية وقودا حيويا وفي صناعة الورق. يشكل التفل نحو 30% من الوزن الرطب لقصب السكر. عُدّ تفل القصب مؤخراً مصدراً لإنتاج الطاقة الحيوية. أحد استخدامات تفل القصب هو صنع حاويات طعام يمكن التخلص منها. تمت الموافقة على هذه الحاويات بيئيًا.

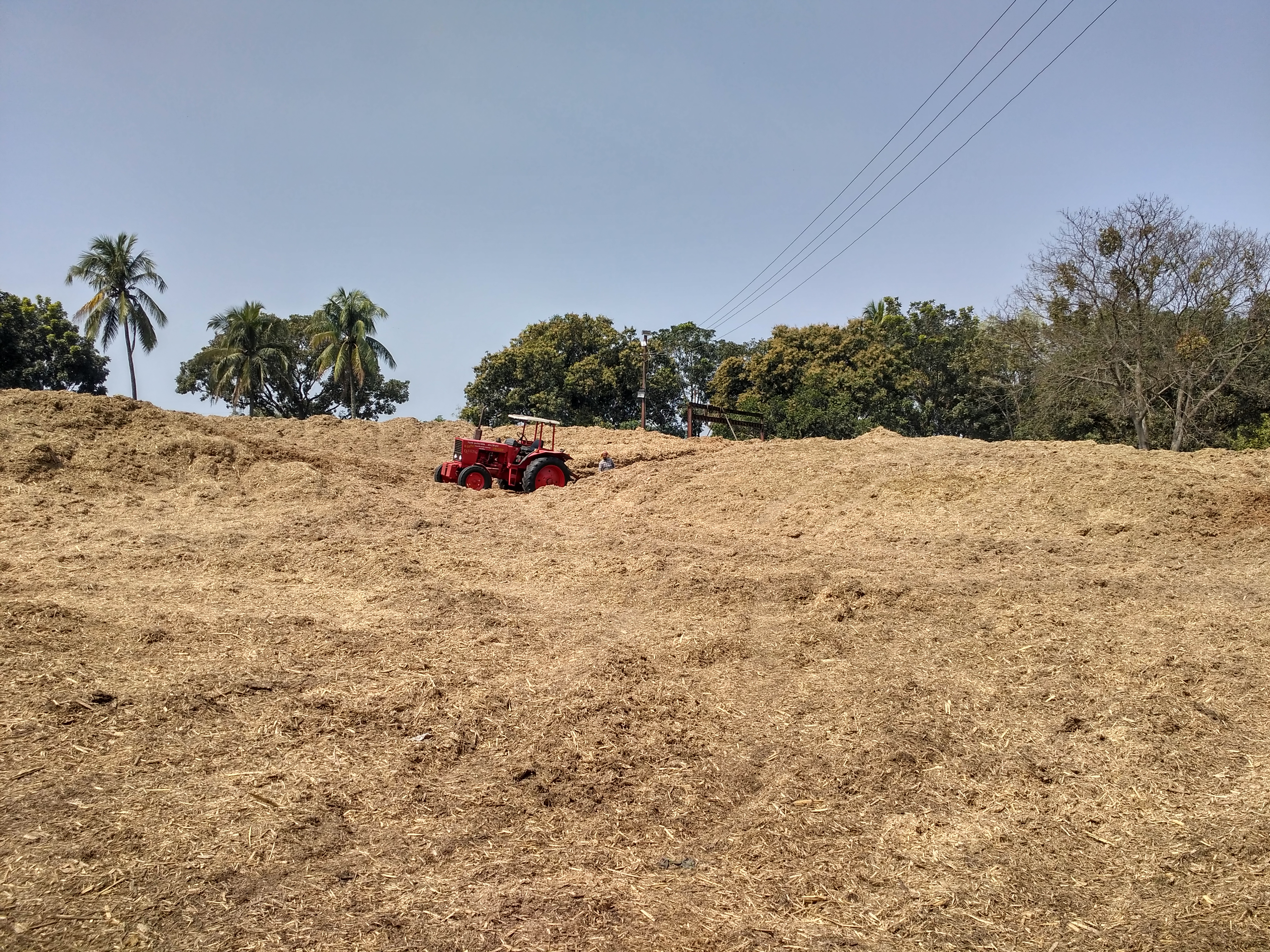